# Droga krajowa N17 (Ukraina)
Droga krajowa N17 (ukr. Автошлях Н 17) – droga krajowa na Ukrainie. Rozpoczyna się we Lwowie, następnie biegnie na północny wschód przez Kamionkę Bużańską, Radziechów, Horochów i kończy się w Łucku. Droga ma 130,5 km i przechodzi przez 2 obwody: lwowski i wołyński.
Na początku sierpnia 2017 odbyły się uroczystości z powodu zakończenia kapitalnego remontu drogi.